# 자유주의 (국제 관계)
자유주의는 세 가지 상호 연관된 원칙을 중심으로 회전하는 것으로 생각할 수 있는 국제 관계 이론 내의 사상 학파이다.
- 국제 관계의 유일하게 가능한 결과로서의 권력 정치의 거부; 그것은 현실주의의 안보/전투 원칙에 의문을 제기한다.
- 상호 이익과 국제 협력을 강조한다.
- 국가 선호도와 정책 선택을 형성하기 위해 국제 기구 및 비정부 행위자를 구현[1]

이 학파는 국가 간의 더 많은 협력을 이끌어내고,갈등을 줄일 세 가지 요소를 강조한다.
- 비폭력적인 방식으로 분쟁을 해결하기 위한 포럼을 제공하는 UN과 같은 국제 기구
- 국제 무역은 국가 경제가 무역을 통해 상호 연결될 때 서로 전쟁을 할 가능성이 적기 때문이다.
- 민주주의의 확산은 민주주의가 잘 정착된 만큼 서로 전쟁을 일으키지 않기 때문에 민주주의가 활성화될 경우 국가 간 전쟁은 덜할 것이다(민주 평화론).

자유주의자들은 국제 기구가 상호 의존을 통해 국가 간의 협력에서 핵심적인 역할을 한다고 믿는다. 상호 의존의 세 가지 주요 구성 요소가 있다. 국가는 경제적, 재정적, 문화적 수단을 통해 다양한 방식으로 상호 작용한다. 보안은 국가 간 상호 작용에서 주요 목표가 아닌 경향이 있다. 군대는 일반적으로 사용되지 않는다. 자유주의자들은 또한 국제 외교가 국가들이 서로 정직하게 상호작용하고 문제에 대한 비폭력적인 해결책을 지원하도록 하는 매우 효과적인 방법이 될 수 있다고 주장한다. 적절한 제도와 외교를 통해 자유당은 국가가 번영을 극대화하고 갈등을 최소화하기 위해 협력할 수 있다고 믿는다.
자유주의는 국제 관계 이론의 주요 학파 중 하나이다. 자유주의(Liberalism)는 원래 자유 철학에서 언급된 "자유로운"을 의미 하는 라틴어 liber에서 유래한다. 그 뿌리 는 계몽주의에서 비롯된 보다 광범위한 자유주의 사상에 있다. 국제관계에서 항구적인 평화와 협력을 달성하는 문제와 이를 달성하는 데 기여할 수 있는 다양한 방법을 중점적으로 해결하고자 한다.

## 역사
자유주의는 원래 깊은 학문적, 철학적 뿌리에서 비롯되었다. 이론의 주요 원칙은 국제 협력과 평화이기 때문에 초기 영향은 동일한 목표를 공유하는 일부 더 큰 종교 관행에서 볼 수 있다. 정치적 자유주의가 귀족과 상속된 불평등에 도전하는 형태를 취하기 시작한 것은 17세기와 18세기 후반이었다. 볼테르, 로크, 스미스, 독일 사상가 임마누엘 칸트와 같은 철학자들의 작품으로 자유주의적 이상이 발전하기 시작한 계몽주의가 뒤따랐다. 부분적으로 자유주의 학자들은 30년 전쟁과 계몽주의의 영향을 받았다. 30년 전쟁의 기간과 비참한 결과는 유럽 전역에서 전쟁에 대한 일반적인 경멸을 불러일으켰다. 로크와 칸트와 같은 사상가들은 주변 세계에서 본 것에 대해 썼다. 그들은 전쟁이 근본적으로 인기가 없고 인간은 30년 전쟁의 끝이 그들에게 이러한 생각을 증명했기 때문에 특정한 권리를 가지고 태어난다고 믿었다.
존 로크는 1689년에 출판된 Two Treatises of Government에서 현재 자유주의에 기인한 많은 아이디어에 대해 논의한다. 두 번째 논문에서 로크는 사회에 대해 논평하고 자연권과 법의 중요성을 설명한다. 로크는 사람들이 미리 정해진 아이디어나 개념 없이 백지 상태로 태어난다고 믿다. 이 상태는 사람들을 가장 야만적인 형태로 보여주기 때문에 자연 상태로 알려져 있다. 사람들이 성장함에 따라 그들의 경험이 생각과 행동을 형성하기 시작한다. 그들은 무언가가 그들의 야만적 본성을 바꿀 때까지 자연 상태에 있지 않기로 선택할 때까지 자연 상태에 있다. 로크는 시민 정부가 이 무정부 상태를 고칠 수 있다고 말한다. 자연법칙과 관련하여 사람들은 정부가 있을 때 따라야 할 법률과 결과가 있기 때문에 합리적으로 행동할 가능성이 더 크다. 로크는 시민 정부가 사람들이 건강, 자유, 소유라는 기본적인 인권을 얻도록 도울 수 있다고 주장한다. 이러한 권리를 부여하고 법률을 시행하는 정부는 세계에 이익이 된다. 이러한 아이디어 중 많은 부분이 미국 혁명 중 건국의 아버지와 프랑스 혁명 중 프랑스 혁명가와 같은 지도자에게 영향을 미쳤다.
칸트의 영구평화론에서, 프로그램을 만들기 위한 지침을 만들어 길을 제시했다. 이 프로그램은 안전한 자유와 공유된 이익의 상호 추구뿐만 아니라 국가 간의 협력을 필요로 한다. 그러한 아이디어 중 하나는 민주 평화 이론이었다. 칸트는 지도자들이 재선에 대해 너무 걱정하기 때문에 민주주의 국가가 전쟁을 하지 않는다는 생각을 제시했다. 전쟁은 천성적으로 인기가 없었기 때문에, 칸트는 지도자들이 유권자들에게 비용을 부담시키는 것을 피할 것이라고 생각했다. 자유주의 지지자들은 경제 연합을 통해 국가를 연결하는 데 성공을 거둔 후 전쟁이 항상 국제 관계의 불가피한 부분은 아니라고 믿기 시작했다. 거기에서 자유주의 정치 이론에 대한 지지가 계속 증가했다.
칸트의 민주 평화 이론은 이후 로버트 코헤인과 조지프 나이와 같은 신자유주의자 들에 의해 수정되었다. 이 이론가들은 민주주의가 실제로 전쟁을 하는 것을 보았다. 그러나 민주주의 국가는 자본주의적 유대관계 때문에 다른 민주주의 국가와 전쟁을 하지 않는다. 민주주의 국가는 경제적으로 의존적이어서 외교적으로 문제를 해결할 가능성이 더 크다. 게다가 민주주의 국가의 시민들은 도덕이 공유되기 때문에 다른 민주주의 국가의 시민들을 적으로 생각할 가능성이 적다. 칸트의 독창적인 사상은 자유주의 학자들에게 영향을 미쳤고 자유주의 사상에 큰 영향을 미쳤다.

## 같이 보기
- 이상주의